# Джаліль Зандій
Джаліл(ь) Занді (перс. جلیل زندی,12 травня 1951, Гермсар, Іран — 1 квітня 2001, Тегеран, Іран) — льотчик-винищувач ВПС Ісламскої Республіки Іран, який служив протягом всієї ірано-іракської війни. Його бойовий рекорд дозволяє йому бути одним із найуспішніших пілотів цього конфлікту в повітряних боях, а також одним із найуспішніших іранських льотчиків-асів за всю історію. Його бойові заслуги також зробили Зандія найуспішнішим пілотом в історії винищувача F-14 Tomcat.

## Кар'єра
Джаліль Занді починав свою службу в Імперських Військово-повітряних силах Ірану, а після Ісламської революції 1979 року залишився служити у ВПС Ісламської Республіки Іран, коли для пілотів було досить небезпечно продовжувати свою військову службу. У званні майора він часто конфліктував зі своїм начальником підполковником Аббасом Бабаї. Аббас Бабаї був "відомий своїм безжальним ставленням до пілотів і офіцерів", яких вважали нелояльними до нового режиму, і через це Занді був засуджений до десяти років ув'язнення. Під час перебування у в'язниці йому погрожували стратою, але за вимогою тодішнього командира ВПС і багатьох інших пілотів ВПС його звільнили через шість місяців.

## Ірано-іракська війна
У ході ірано-іракської війни, як пілот F-14 Tomcat, здобув 11 повітряних перемог — 8 підтверджених та 3 ймовірних. Збив чотири МіГ-23, два Су-22, два МіГ-21 і три Mirage F1, що робить його найуспішнішим пілотом F-14 Tomcat у світі. В лютому 1988 року майор Джаліл Зандій був збитий у повітряному бою з іракським Mirage F1. Пілоти катапультувалися.

## Після війни
Його остання офіційна посада була заступник з планування та організації Військово-повітряних сил Ірану.
Загинув разом зі своєю дружиною Захрою Мохеб Шахедін у 2001 році в автомобільній аварії поблизу Тегерана. Похований на кладовищі Бехешт-е Захра на півдні Тегерана. У подружжя було троє синів: Вахід, Амір і Надер.

## Галерея

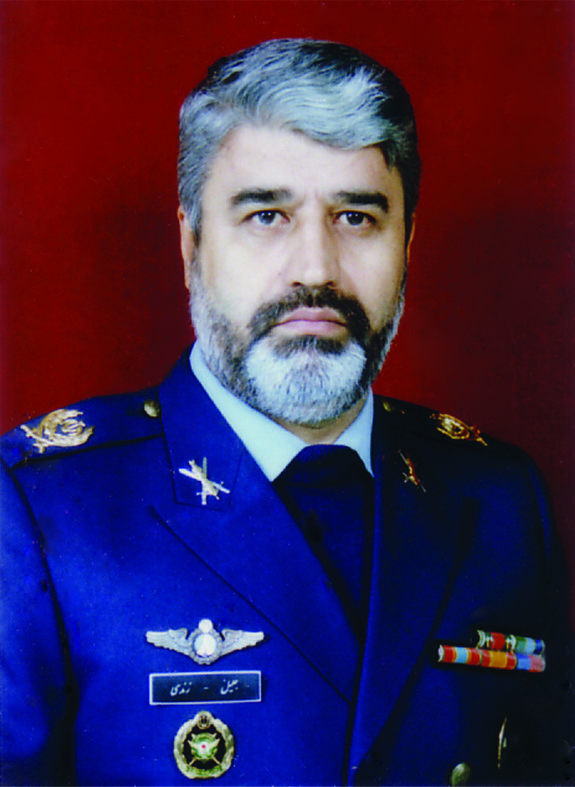
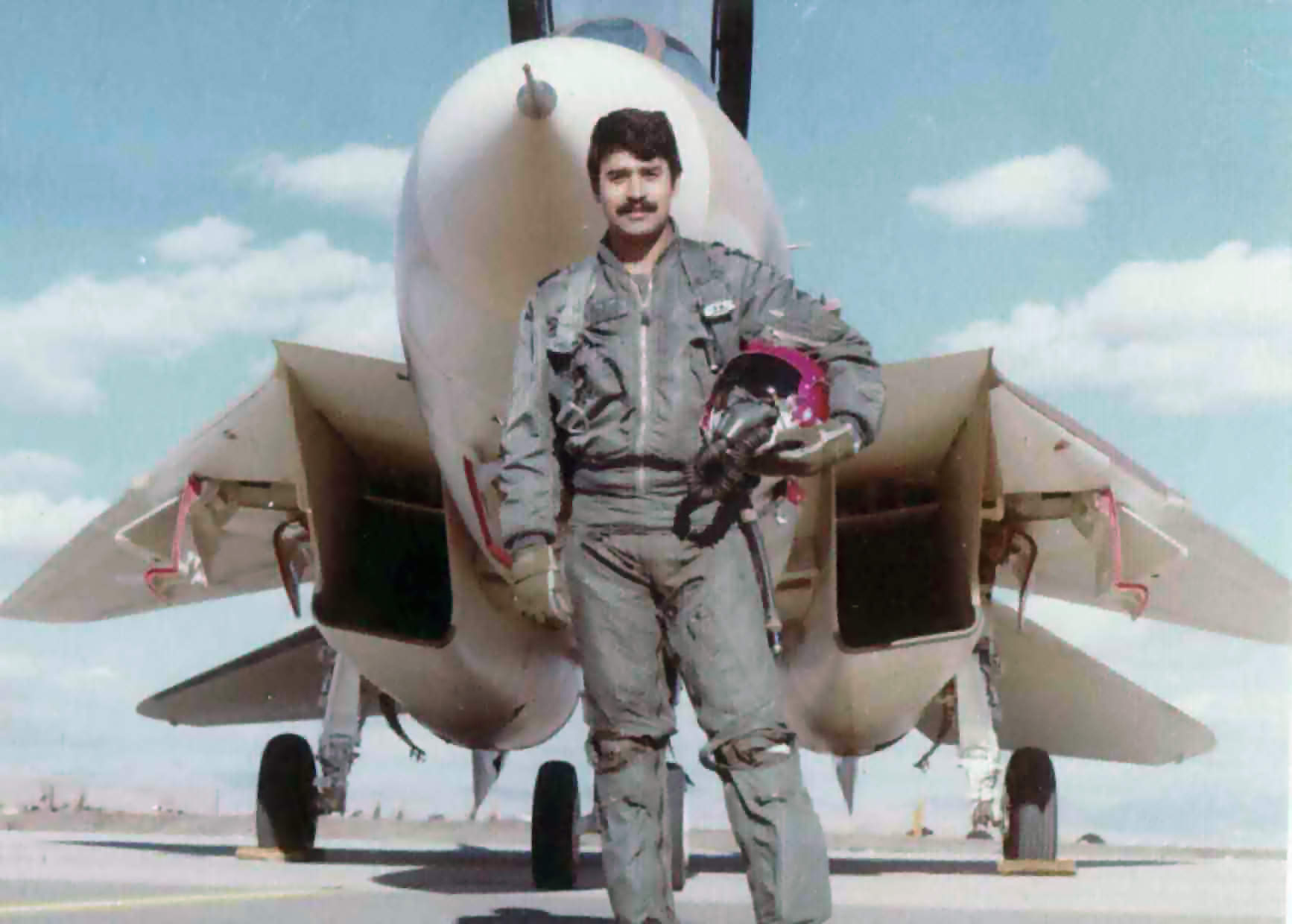
1978, на ірано-іракській війні